# Golden Boy (canção de Nadav Guedj)

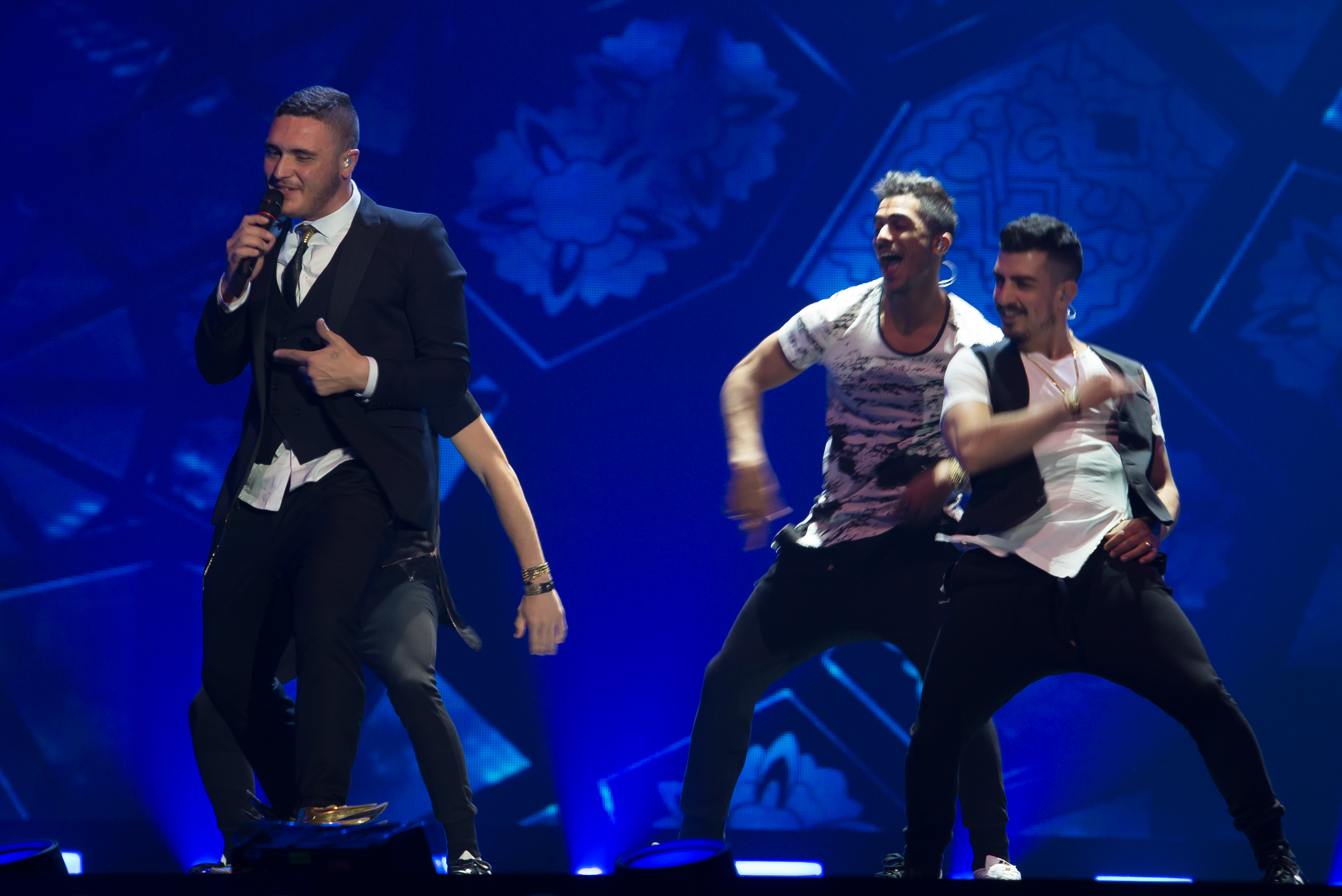
Nadav Guedj performance

"Golden Boy" é uma canção do cantor israelista Nadav Guedj. Esta canção irá representar Israel em Viena, Áustria no Festival Eurovisão da Canção 2015, na 2ª semifinal, no dia 21 de Maio de 2015.